# Rustem Dautov
Rustem Dautov (russisch Рустем Хазитович Даутов; * 28. November 1965 in Ufa) ist ein deutscher Schachgroßmeister tatarischer Herkunft.

## Leben
Rustem Dautov gewann 1983 die UdSSR-Jugendmeisterschaft U18. Seinen Militärdienst absolvierte er in den 1980er Jahren in einer Sportabteilung der sowjetischen Armee, welche in der DDR stationiert war. In dieser Phase nahm Dautov an verschiedenen DDR-Turnieren teil: 1984 wurde er Zweiter (nach Waleri Tschechow) in Berlin. Es folgten zahlreiche weitere Siege, u. a. in Dresden 1986, Rostock, Halle (Saale) und Dresden 1987, 1988 in Minsk und erneut in Dresden. 1989 verlieh die FIDE Dautov den Titel Internationaler Meister. 1990 gewann er in Münster und wurde Großmeister. 1991 folgten Siege in Porz und in Bad Lauterberg. Außerdem gewann er das Schachfestival Bad Wörishofen 1991.
Im Jahr 1992 siedelte sich Dautov in Seeheim-Jugenheim an. Seit 1996 spielt er für die deutsche Nationalmannschaft.
Dautov gewann 1996 in Nußloch (gemeinsam mit Artur Jussupow) die internationale Deutsche Meisterschaft, 1999 wurde er in Altenkirchen deutscher Vizemeister. Weitere Turniersiege verbuchte Dautov in Bad Homburg vor der Höhe 1997, Seefeld in Tirol 1997, Essen 1999 (geteilt mit Wadim Swjaginzew, Emil Sutovsky und Larry Christiansen) sowie in Deizisau 2002 (geteilt mit u. a. Wladimir Jepischin und Lewon Aronjan).
Dautov verlegte sich, ähnlich wie der deutsche Großmeister Matthias Wahls, in den letzten Jahren auf das professionelle Pokerspielen. Er spielt aber regelmäßig in der deutschen Schachbundesliga für den deutschen Meister OSG Baden-Baden.
Zuletzt unter den besten 50 der FIDE-Weltrangliste war er im April 2002.

## Nationalmannschaft

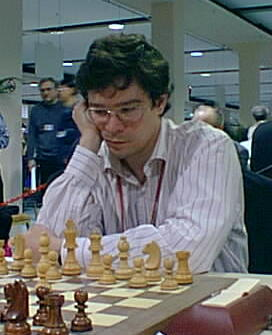
Rustem Dautov bei der Schacholympiade 2000

Mit der deutschen Nationalmannschaft nahm Dautov an den Schacholympiaden 1996, 1998, 2000, 2002 und 2004 teil. Am erfolgreichsten war er 2000 in Istanbul, als er mit der Mannschaft den zweiten Platz erreichte und in der Einzelwertung sowohl das drittbeste Ergebnis am dritten Brett als auch die drittbeste Elo-Leistung aller Teilnehmer erzielte. Außerdem vertrat er Deutschland bei den Mannschaftseuropameisterschaften 1997, 1999, 2003 und 2005, das beste Ergebnis war der dritte Platz mit der Mannschaft 1999 in Batumi.

## Vereine
Zu Zeiten der Sowjetunion spielte Dautov zunächst für Zenit, später für den ZSKA Moskau, mit dem er den European Club Cup 1990 gewann.
In der deutschen Bundesliga spielte Dautov in der Saison 1991/92 für den SV Empor Berlin, von 1996 bis 1998 für den SCA St. Ingbert, von 1999 bis 2002 für den Godesberger SK und von 2002 bis 2016 für die OSG Baden-Baden (bis 2004 SC Baden-Oos, von 2004 bis 2008 OSC Baden-Baden), mit der er 2006, 2007, 2008, 2009, 2010, 2011, 2012, 2013, 2014 und 2015 deutscher Mannschaftsmeister wurde. Seit der Saison 2016/17 spielt er für die SF Deizisau, zunächst in der 2. Bundesliga, seit der Saison 2017/18 in der 1. Bundesliga.
In der Schweizer Nationalliga A spielte er von 2003 bis 2008 für den Schachklub Luzern, in Frankreich bis 2006 für Mulhouse Philidor. Dautov gewann den European Cup Club 1996 mit TatTransGaz-Itil Kasan, 1998 nahm er mit dem polnischen Verein Stilon Gorzów Wlkp. teil.